# Serendipity (渡辺美里のアルバム)
『Serendipity』（セレンディピティ）は2011年8月3日にリリースされた渡辺美里の18枚目のオリジナル・アルバム。

## 解説
オリジナル・アルバムは、2007年にリリースされた『ココロ銀河』以来、実に約4年ぶりとなる。
タイトルナンバー「セレンディピティー」は本作の先行シングルであるが、カップリング「すべての一日を愛してる」はアルバム未収録である。
初回限定盤には、2011年5月2日に行われたコンサート「うたの木 オーケストラ 2011」で歌われた曲から3曲、「始まりの詩、あなたへ」のミュージック・ビデオを収録したDVDが同梱されている。

## 収録曲

### CD
- 全作詞：渡辺美里（特記以外）

1. セレンディピティー
  - 作曲：安部純、編曲：スパム春日井
2. ロマンティック・ボヘミアン
  - 作曲・編曲：佐橋佳幸
3. ニューワールド 〜新しい世界へと〜
  - 作曲：velvetronica、編曲：スパム春日井
4. あしたの空
  - 作曲：山口寛雄、編曲：光田健一
5. いつも笑って ちょっぴり泣いて。
  - 作曲：丸谷マナブ、編曲：中村タイチ
  - ふくおかフィナンシャルグループCMソング
6. 春の日 夏の陽 日曜日
  - 作曲：大江千里、編曲：佐橋佳幸
7. しなやかに跳べ! 〜Life goes on〜
  - 作曲：COZZi、編曲：佐橋佳幸
8. 始まりの詩、あなたへ
  - 作詞・作曲：大江千里　編曲：光田健一
9. 恋心
  - 作曲：羽場仁志、編曲：渡辺善太郎
10. 新月
  - 作曲・編曲：斎藤有太
11. 人生はステージだ!
  - 作曲：大江千里　編曲：スパム春日井
12. 世界中にKissの嵐を
  - 作曲・編曲：末光篤
  - 山形銀行CMソング
13. ぼくらのアーチ
  - 作曲：velvetronica、編曲：佐橋佳幸
14. 光る風
  - 作曲：川村結花、編曲：石成正人

### DVD

#### うたの木オーケストラ 2011
1. 10 years
2. ココロ銀河
3. 始まりの詩、あなたへ

#### ミュージック・ビデオ
1. 始まりの詩、あなたへ

## クレジット

### 参加ミュージシャン
| セレンディピティー - E.Guitar：設楽博臣 - Flute：竹野昌邦 - Programming, Synthesizer, Backing Vocal：スパム春日井 - Backing Vocal：misato ロマンティック・ボヘミアン - Drums：古田たかし - E.Bass：井上富雄 - E.Guitar：佐橋佳幸 - Piano,Organ,Wurlitzer：Dr.kyOn - Backing Vocal：misato, 坪倉唯子 ニューワールド 〜新しい世界へと〜 - E.Guitar：設楽博臣 - Piano：光田健一 - Percussion：三沢またろう - T.Saxophone：山本拓夫 - Programming,Synthesizer：スパム春日井 - Backing Vocal：misato あしたの空 - E.Bass：澤田浩史 - E.Guitar：中村タイチ - Piano,Synthesizer：光田健一 - Viola：弦一徹 - Cello：森田香織 - Flute：荒川洋 いつも笑って ちょっぴり泣いて。 - E.Bass：平石カツミ - E.A.Guitar：中村タイチ - Keyboards：五十嵐宏治 - Synthesizer：飯田高広 - Backing Vocal：misato 春の日 夏の陽 日曜日 - Drums：小笠原拓海 - E.Bass,Backing Vocal：有賀啓雄 - E.A.Guitar,Backing Vocal：佐橋佳幸 - E. Piano,Organ,Synthesizer,Backing Vocal：斎藤有太 - Percussion：三沢またろう - Programming,Synthesizer：石川鉄男 しなやかに跳べ! 〜Life goes on〜 - Drums：屋敷豪太 - E.Bass：有賀啓雄 - E.A.Guitar：佐橋佳幸 - Organ：柴田俊文 - S.T.Saxophone,Flute：山本拓夫 - Backing Vocal：misato 始まりの詩、あなたへ - E.Bass：川崎哲平 - G.Guitar：末原康志 - Piano,Programming：光田健一 - Oboe：最上峰行 - Strings：弦一徹ストリングス - Backing Vocal：misato | 恋心 - Drums：佐野康夫 - E.Bass：渡辺等 - E.A.Guitar：石成正人 - Piano：斎藤有太 - All Other Instruments：渡辺善太郎 - Strings：金原千恵子ストリングス - Backing Vocal：misato 新月 - Drums：山木秀夫 - Bass：富倉安生 - E. Guitar：今剛 - Piano,Organ：斎藤有太 - Trumpet：西村浩二 - Trombone：村田陽一 - T.Saxophone：山本拓夫 - Backing Vocal：misato 人生はステージだ! - Drums：松永俊弥 - E.Bass：澤田浩史 - E.Guitar：設楽博臣 - Organ：柴田俊文 - T.Saxophone：竹野昌邦 - Programming,Synthesizer,Backing Vocal：スパム春日井 世界中にKissの嵐を - Drums,Backing Vocal：松永俊弥 - E.Bass,Backing Vocal：澤田浩史 - E.A.Guitar,Backing Vocal：近田潔人 - Piano,Backing Vocal：末光篤 - Percussion,Backing Vocal：スパム春日井 - Trumpet：西村浩二 - Trombone：村田陽一 - T.Saxophone：山本拓夫 - Backing Vocal：光田健一 ぼくらのアーチ - Drums：小笠原拓海 - E.Bass：有賀啓雄 - E.Guitar：佐橋佳幸 - Piano,E.Piano,Synthesizer：斎藤有太 - Percussion：三沢またろう - Programming,Synthesizer：石川鉄男 - Trumpet：西村浩二 - Trombone：村田陽一 - A.Saxophone：竹野昌邦 - T.Saxophone：山本拓夫 - Backing Vocal：misato, ぼくらのアーチ合唱団 光る風 - Drums：鎌田清 - E.Bass：種子田健 - A.E.Guitar：石成正人 - Piano：川村結花 - Percussion：坂井"Lambsy"秀彰 - Strings：弦一徹ストリングス - Backing Vocal：misato |

### スタッフ
- Produced: 渡辺美里
- Recorded, Mixed: 飯尾芳史(#1-3,6,7,9-14), 伊東俊郎(#4,5,8)
- Recorded: 藤原暢之(#3)
- Mastered: Stephen Marcussen
- A&R Producer: 岡田宣
- Director: 鈴木陽介
- Chief A&R: おおさわまこと
- A&R: よしみねえいき, やまだけんたろう
- Art Direction, Desgin: 小林陽子
- Photography: niwa.
- Executive Producer: 小林和之, いしいよりお